# Хлапетата и музикалната кутия
„Хлапетата и музикалната кутия“ (на италиански: Ragazzi del Juke-Box) е италианска комедия от 1959 година на режисьора Лучио Фулчи. Филмът е кинодебют на известния италиански певец и актьор Адриано Челентано.

## Сюжет
Господин Сезари, собственик на голямо звукозаписно студио, много обича традиционната италианска музика. Но когато той попада в затвора, студиото преминава в ръцете на дъщеря му Джули, която обича модните ритми и се стреми да промотира млади банди и изпълнители.

### Избрани песни от саундтрака към филма
Песни, изпълнени от Адриано Челентано
- „Il tuo bacio è come un rock“;
- „Vorrei saper perchè“;
- „Il ribelle“;
- „I ragazzi del Juke Box“.

## В ролите
- Марио Каротенуто, като Господин Сезари
- Елке Зомер, като Джулия Сезари
- Антони Стефен, като Паоло Мачелони
- Джакомо Фуриа, като Дженарино
- Ивет Масон, като Мария Давандзале
- Фред Бускалионе, като Фред
- Адриано Челентано, като Адриано
- Бети Къртис, като Бети Дорис
- Джани Мекиа, като Джими
- Тони Далара, като Тони Белариа
- Карин Уел, като момичето в клуба